# Kaiapoi

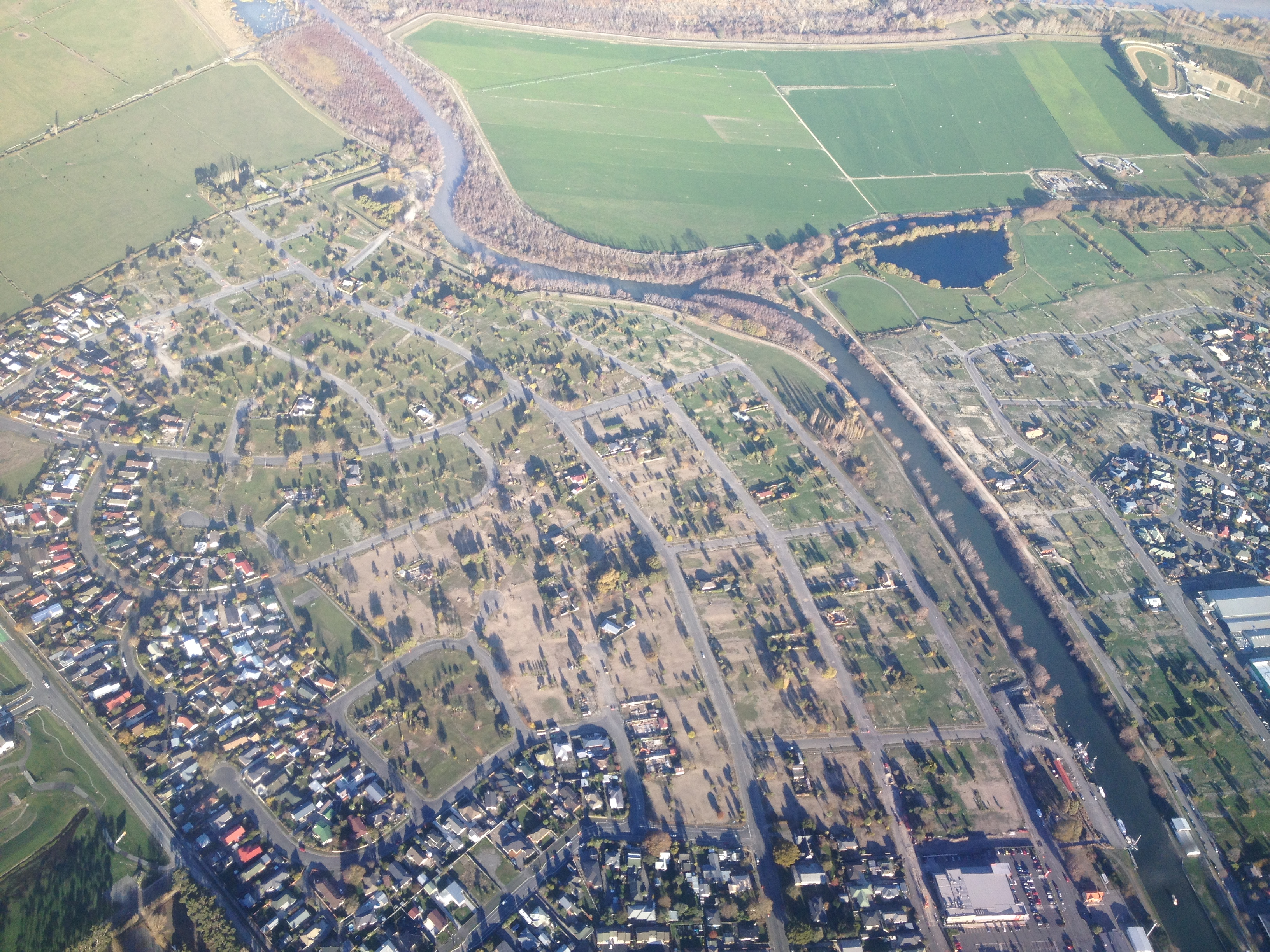
Luchtbeeld van een deel van Kaiapoi in 2015

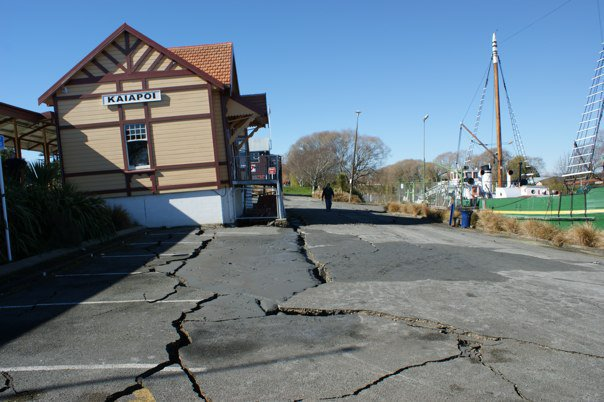
Station van Kaiapoi

Kaiapoi is een plaats in de regio Canterbury op het Zuidereiland van Nieuw-Zeeland, aan de monding van de Waimakariri en 17 kilometer ten noorden van Christchurch.
Kaiapoi dankt zijn naam aan de Māori pā die, rond 1700, iets ten noorden van de huidige plaats was gebouwd. De lokale stam Ngāi Tahu leefde hieren werden aangevallen door de Ngāti Toa van het noordereiland die de nederzetting in 1832 verwoestten.